# Flagge Wisconsins

Flagge von Wisconsin

Die Flagge von Wisconsin ist eine blaue Flagge auf der zentriert das Siegel von Wisconsin platziert ist. 
Sie wurde 1863 offiziell entworfen, weil Regimenter aus Wisconsin eine Flagge für das Schlachtfeld haben wollten. 1981 wurde die Flagge verändert; es wurde oben zentriert das Wort „Wisconsin“ und unten „1848“ eingefügt. 1848 trat Wisconsin den USA als Staat bei.
In der Mitte steht unter dem Schriftzug Wisconsin und über der Jahreszahl 1848 das Staatswappen von 1851, das als Schildhalter einen Seemann und einen Bergmann als Symbole der Arbeit zu Land und auf See zeigt. 

Siegel Wisconsins